# مارتن غروبر
مارتن غروبر (بالألمانية: Martin Gruber)‏ هو مصمم رقص ومخرج ألماني، ولد في 1957.